# Sagovindars boning
Sagovindars boning – drugi album studyjny szwedzkiego zespołu folk metalowego Otyg wydany 6 lipca 1999 roku przez Napalm Records.

## Lista utworów
1. „Trollslottet” – 3:46
2. „Vilievandring” – 4:05
3. „Galdersbesjungen” – 3:58
4. „När älvadrottningen kröns” – 4:12
5. „Bäckahästen” – 4:32
6. „Årstider” – 3:44
7. „Mossfrun kölnar” – 4:23
8. „Vättar och jättar” – 3:26
9. „Holy Diver (cover Dio)” – 3:51
10. „Lövjerskan” – 4:14
11. „Varulvsnatt” – 4:32
12. „Gygralock” – 6:16

## Twórcy
- Andreas Hedlund – śpiew, gitara, lutnia
- Mattias Marklund – gitara
- Daniel Fredriksson – gitara basowa, gitara akustyczna, lutnia, drumla, fujarka
- Cia Hedmark – skrzypce, śpiew
- Fredrik Nilsson – perkusja